# جون إف. هارفي
جون إف. هارفي (بالإنجليزية: John F. Harvey)‏ هو أستاذ جامعي أمريكي، ولد في 14 أبريل 1918 في فيلادلفيا في الولايات المتحدة، وتوفي في 27 ديسمبر 2010 في إلكتون في الولايات المتحدة.